# العلاقات الأوكرانية اليابانية
العلاقات الأوكرانية اليابانية هي العلاقات الثنائية التي تجمع بين أوكرانيا واليابان.

## مقارنة بين البلدين
هذه مقارنة عامة ومرجعية للدولتين:
| وجه المقارنة                                              | أوكرانيا                                   | اليابان         |
| --------------------------------------------------------- | ------------------------------------------ | --------------- |
| المساحة (كم2)                                             | 603.63 ألف                                 | 377.97 ألف      |
| عدد السكان (نسمة)                                         | 45.55 مليون                                | 126.79 مليون    |
| الكثافة السكانية (ن./كم²)                                 | 75.46                                      | 335.45          |
| العاصمة                                                   | كييف                                       | طوكيو           |
| اللغة الرسمية                                             | اللغة الأوكرانية                           | اللغة اليابانية |
| العملة                                                    | هريفنا أوكرانية، كاربوفانيتس، روبل سوفييتي | ين ياباني       |
| الناتج المحلي الإجمالي (بليون دولار)                      | 112.15 مليار                               | 4.87 تريليون    |
| الناتج المحلي الإجمالي (تعادل القوة الشرائية) بليون دولار | 352.98 مليار                               | 5.18 تريليون    |
| الناتج المحلي الإجمالي الاسمي للفرد دولار أمريكي          | 2.11 ألف                                   | 34.52 ألف       |
| الناتج المحلي الإجمالي للفرد دولار أمريكي                 | 8.66 ألف                                   | 36.62 ألف       |
| مؤشر التنمية البشرية                                      | 0.747                                      | 0.903           |
| رمز المكالمات الدولي                                      | +380                                       | +81             |
| رمز الإنترنت                                              | .ua، .укр ‏                                 | .jp             |
| المنطقة الزمنية                                           | ت ع م+02:00، ت ع م+03:00، توقيت شرق أوروبا | توقيت اليابان   |

## مدن متوأمة
في ما يلي قائمة باتفاقيات التوأمة بين مدن أوكرانية ويابانية:
- ترتبط يالطا مع فوجيساوا باتفاقية توأمة منذ 2008.[15][15][16][16]
- ترتبط أوديسا مع يوكوهاما باتفاقية توأمة منذ 1990.[17][17][17][17]
- ترتبط أوبلاست أوديسا مع كاناغاوا باتفاقية توأمة منذ 14 أكتوبر 1986.
- ترتبط كييف مع كيوتو باتفاقية توأمة منذ 1995.[18][19][20][21]

## منظمات دولية مشتركة
يشترك البلدان في عضوية مجموعة من المنظمات الدولية، منها:
| علم المنظمة | اسم المنظمة                               | تاريخ انضمام أوكرانيا | تاريخ انضمام اليابان |
| ----------- | ----------------------------------------- | --------------------- | -------------------- |
|             | منظمة التجارة العالمية                    | 16 مايو 2008          | ?                    |
|             | الاتحاد البريدي العالمي                   | ?                     | ?                    |
|             | مجموعة الموردين النوويين                  | ?                     | ?                    |
|             | يونسكو                                    | 12 مايو 1954          | 2 يوليو 1951         |
|             | الفريق المعني برصد الأرض                  | ?                     | ?                    |
|             | مؤسسة التمويل الدولية                     | 18 أكتوبر 1993        | 20 يوليو 1956        |
|             | المركز الدولي لتسوية المنازعات الاستشارية | 7 يوليو 2000          | 16 سبتمبر 1967       |
|             | منظمة حظر الأسلحة الكيميائية              | ?                     | ?                    |
|             | مؤسسة التنمية الدولية                     | 27 مايو 2004          | 27 ديسمبر 1960       |
|             | مجموعة أستراليا                           | 2005                  | 1985                 |
|             | نظام تحكم تكنولوجيا القذائف               | 1998                  | 1987                 |
|             | وكالة ضمان الاستثمار متعدد الأطراف        | 19 يوليو 1994         | 12 أبريل 1988        |
|             | الاتحاد الدولي للاتصالات                  | 7 مايو 1947           | 29 يناير 1879        |
|             | منظمة الشرطة الجنائية الدولية             | ?                     | ?                    |
|             | الأمم المتحدة                             | 24 أكتوبر 1945        | 18 ديسمبر 1956       |
|             | البنك الدولي للإنشاء والتعمير             | 3 سبتمبر 1992         | 13 أغسطس 1952        |
|             | المنظمة الهيدروغرافية الدولية             | ?                     | ?                    |

## أعلام
هذه قائمة لبعض الشخصيات التي تربطها علاقات بالبلدين:
- أناستازيا بريخودكو (مغنية أوكرانية، 21 أبريل 1987 – )
- تايهو كوكي (مصارع سومو ياباني، 29 مايو 1940[30] – 19 يناير 2013[30])

## وصلات خارجية
- موقع وزارة الخارجية الأوكرانية
- موقع وزارة الخارجية اليابانية